# Petbergen
Petbergen är kullar i Finland. De ligger i Kyrkslätt i landskapet Nyland, i den södra delen av landet, 20 km väster om huvudstaden Helsingfors.